# Kozárovce
Kozárovce es un municipio del distrito de Levice en la región de Nitra, Eslovaquia, con una población estimada a final del año 2024 de 2080 habitantes.
Se encuentra ubicado al este de la región, cerca de los ríos Ipoly y Hron (ambos, afluentes izquierdos del Danubio) y de la frontera con la región de Banská Bystrica.

## Demografía
| Año        | 1994 | 2004    | 2014    | 2024    |
| ---------- | ---- | ------- | ------- | ------- |
| Población  | 1865 | 1963    | 2012    | 2080    |
| Diferencia |      | +5,25 % | +2,49 % | +3,37 % |

| Año        | 2023 | 2024    |
| ---------- | ---- | ------- |
| Población  | 2089 | 2080    |
| Diferencia |      | −0,43 % |